# Йоан Зизулас
Йоан (на гръцки: Ιωάννης, Йоанис) е гръцки духовник, пергамски митрополит на Вселенската патриаршия, един от най-известните съвременни православни богослови, председател на Атинската академия и една от най-влиятелните фигури на Патриаршията.

## Биография
Роден е на 10 януари 1931 година в южномакедонското сервийско село Катафиги с фамилията Зизулас (Ζηζιούλας). Завършва гимназия в Кожани и започва да учи в Солунския универсиет. След две години семейството му се мести в Атина и Зизулас завършва Богословския факултет на Атинския университет в 1955 година. След това учи една година в Босейския икуменически институт в Швейцария.
От 1961 до 1963 година преподава богословие в богословските училища Свети Владимир в Ню Йорк, а от 1963 – 1964 – в Богословското училище на Светия кръст в Бостън. Преподава и в Единбургския и Глазгоуския университет, както и догматика в Солунския университет.
На 14 юни 1986 година е хиротонисан за дякон, на 17 юни за презвитер и на 22 юни 1986 година е ръкоположен за титулярен митрополит на Пергамската и Адрамитска епархия в патриаршеската катедрала „Свети Георги“.
В 1993 година става член на Атинската академия, а в 2002 година е избран за неин председател.
Умира на 2 февруари 2023 година в Атина.